# Matthias Jacob Schleiden
Matthias Jacob Schleiden (født 5. april 1804 i Hamburg, død 23. juni 1881 i Frankfurt a.M.) var en tysk botaniker, fætter til Rudolf Schleiden.
Han studerede først jura, blev 1826 dr. jur. i Heidelberg og praktiserede som advokat i Hamburg. Siden 1833 studerede han botanik i Göttingen og Berlin, og 1839 blev han professor i botanik i Jena, hvor han virkede til 1863, da han for en kort tid kom til Dorpat. Siden 1866 levede han som privatmand.
Foruden ved enkelte mere populære skrifter (såsom Die Pflanze und ihr Leben 1847, 6. oplag 1864; Das Meer 1865, Die Rose 1873) samt ved udgivelsen af Zeitschrift für wissenschaftliche Botanik (1844—46), som han udgav sammen med Nägeli, er han især bleven berømt som en reformator i den botaniske videnskab ved den for sin tid fortrinlige og opildnende lærebog: Grundzüge der wissenschaftlichen Botanik (1842—43; 4. oplag 1861).
Schleiden forlangte nyt liv indgydt i den i gammeldags former indsovede botanik ved optagelse af en mere naturvidenskabelig metode; det var hans hensigt at gøre botanikken til en sammenhængende lærebygning og ikke lade den vedblive at være en samling af kun løst eller slet ikke forbundne fakta, som ingen havde overblik over.
Hans plan lykkedes; ved sin stærke fremhæven af udviklingshistorien gav han stødet til den nyere tids botanik, og han frembragte gennem dem, der arbejdede videre i hans fodspor, den moderne morfologi, der jo fik den største betydning for systematikken. Kravet om udviklingshistoriske studier indeholder i sig fordringen om embryologiske undersøgelser.
Her er det mærkværdigt at se, at Schleiden netop i kæren om blomsterplanternes kimdannelse kom til at begå en forunderlig fejl, som han ingenlunde var hurtig til at indrømme, idet han hævdede kimens oprindelse fra enden af støvrøret. Han byttede altså kønnene om. Også hans celleteori er højst aparte og viste sig snart ganske forfejlet. Her blev hans teorier senere grundig omstødte af Unger og især af Nägeli.
Også på det rent anatomiske område var Schleiden virksom: nævnes kan hans arbejde Beiträge zur Anatomie der Cacteen (1842, med 10 tavler). For farmakognosien har Schleiden haft den særegne betydning, at han udgav Handbuch der medizinisch-pharmazeutischen Botanik (2 dele, 1852 og 1857) og indførte mikroskopet som metodisk hjælpemiddel, væsentlig ved sit arbejde om sarsaparilleroden, der for sin tid var et udmærket studie, og som endnu i begyndelsen av 1900-tallet var langt fra at være forældet.
I øvrigt har Schleiden publiceret en stor mængde skrifter af forskelligartet indhold og under pseudonymet Ernst 2 samlinger Gedichte. Autornavnet Schleid. kan bruges for Matthias Jacob Schleiden sammen med et videnskabeligt artsnavn inden for botanikken. (Wikipedia-artikler der bruger autornavnet)